# Stuttgarter ERC
Der Stuttgarter Eis- und Rollsportclub 1911 (kurz Stuttgarter ERC) ist ein Sportverein aus Stuttgart. Er war Pionier im deutschen Rollhockey und, einschließlich seiner Vorgängervereine, 13-facher deutscher Rollhockeymeister. Seine Sportler errangen sieben Weltmeistertitel, vier Europameistertitel und 40 deutsche Meistertitel im Rollkunstlauf sowie 16 deutsche Meistertitel im Eiskunstlauf.

## Vereinsgeschichte
Die Eröffnung der Stuttgarter Rollsporthalle am 25. November 1910 gab der Entwicklung des Rollsports in Stuttgart einen großen Schub. Am 1. Juni 1911 wurde der 1. Stuttgarter Rollschuhklub gegründet. Mit dem Rollerclub Schwaben am 1. Oktober 1911 und dem Rollschuhverein Stuttgart (RSV) am 7. November 1912 wurden rasch weitere Rollsportvereine gegründet.
Die drei Vereine fusionierten 1924 zum Rollschuh- und Eislaufverein (RSEV) und 1934 mit dem 1930 gegründeten Schlittschuhclub zum Stuttgarter Schlittschuh- und Rollsportclub (SSRC). 1957 wird der heutige Name Stuttgarter Eis- und Rollsportclub (SERC) angenommen. 1971 machte sich ein Teil der Eishockeyabteilung als EHC Stuttgart selbständig; die Eishockeyabteilung des SERC wird 1974 endgültig aufgelöst. 1972 macht sich ein Teil der Eisschützen im heute noch bestehenden ESC Stuttgart selbständig. Nachdem die Rollsporthalle in der Mercedesstraße 2004 abgerissen wird, kann Rollkunstlauf nur noch in Winnenden trainiert werden. 2013 muss die Rollkunstlaufabteilung schließlich aufgelöst werden.
Stand 2020 bestehen noch die Eiskunstlaufabteilung und die Inline-Skaterhockey-Abteilung, die aus dem 2009 aufgelösten Club Espanol entstand.

## Rollhockey
Bereits 1910 nahm eine Stuttgarter Rollhockey-Mannschaft als erste deutsche Mannschaft an einem internationalen Turnier in Montreux statt. 1920 wurde der RSV Stuttgart erstmals deutscher Meister. In den zehn Jahren von 1927 bis 1936 holte der Verein acht deutsche Meistertitel, anfangs als RESV, später dann als SSRC. 1937 richtet er die erste Rollhockey-Weltmeisterschaft aus. Die beiden ersten deutschen Meisterschaften nach dem Zweiten Weltkrieg gewann ebenfalls der SSRC. Zuletzt gelang dem jetzt SERC genannten Club 1958 und 1959 noch der Gewinn der deutschen Meisterschaft. 1967 war der SERC Gründungsmitglied der Rollhockey-Bundesliga.

## Rollkunstlauf
Bekannte Sportlerinnen:
- Helene Kienzle, Weltmeisterin 1955, deutsche Sportlerin des Jahres 1955
- Claudia Bruppacher, zweifache Weltmeisterin 1982
- Uta Keller und Dieter Fingerle, Paarlauf-Weltmeister 1965 und 1966

## Eishockey
Bereits in den 1920er Jahren wurde in Stuttgart auch Eishockey gespielt. 1926 nahm der RESV am Eishockeywettbewerb der Deutschen Kampfspiele im Schwarzwald teil, besiegte den gastgebenden WSV Titisee mit 6:1, unterlag aber dem Deutschen Meister Berliner Schlittschuhclub mit 0:11. Als HC Stuttgart wurde er 1927 und 1928 Süd(west)deutscher Meister.
1947 wurde der SSRC südwestdeutscher Meister und süddeutscher Vizemeister. 1964 konnte der SERC durch die Aufstockung der Liga in die drittklassige Gruppenliga Süd aufrücken. Auch 1965/66 spielte der SERC in der dritten Liga, jetzt als Regionalliga Mitte. Nach der Auflösung der Regionalliga Mitte spielt der SERC im Landesverband, bis er 1970/71 in die neue Regionalliga Süd/West aufgenommen wurde. Danach ging der Stuttgarter ERC eine Spielgemeinschaft mit dem EHC Stuttgart ein – der sich 1969 vom SERC abgespalten hatte. 1974 wurde die Eishockeyabteilung aufgelöst.